# Silviu Purcărete
Silviu Purcărete, född 5 april 1950 i Bukarest, är en rumänsk teaterregissör.

## Biografi
1974 gick Silviu Purcărete ut regiutbildningen vid Universitatea Națională de Artă Teatrală și Cinematografică i Bukarest. Han debuterade sedan som regissör med William Shakespeares Romeo och Julia på Teatrul din (Unga teatern) i Piatra Neamț. 1989-1996 var han knuten till Teatrul Național din Craiova. 1992-1996 var han konstnärlig ledare för Teatrului Bulandra i Bukarest. Med början 1996 regisserade han en serie uppsättningar på Théâtre de l'Union i Limoges i Frankrike där han också grundade utbildningen l’Académie théâtrale de l’Union. 2012 grundade han sitt eget teaterkompani i Rumänien. Han har även regisserat i Luxemburg, vid Teatr Vachtangova i Moskva, Nottingham Playhouse, Royal Shakespeare Company och Lyric Theatre i Hammersmith, London samt opera i Essen, på Scottish Opera i Glasgow, Wiener Staatsoper, Glyndebourne Festival Opera och Oper Bonn. Hans teateruppsättningar har gästspelat i bland annat Tokyo, Melbourne, Montreal, München, Wien och Sao Paulo. Hans uppsättning av Aischylos Orestien på Teatrul Național din Craiova 1998 framfördes både på Avignonfestivalen, Wiener Festwochen och Holland Festival och hans uppsättning av Johann Wolfgang von Goethes Faust på Teatrul Național Radu Stanca i Sibiu framfördes på Edinburgh International Festival 2009 där den mottogs om en av höjdpunkterna och tilldelades kritikernas pris. Även hans adaption av Alfred Jarrys Kung Ubu med scener från Shakespeares Macbeth liksom hans uppsättning av Shakespeares Titus Andronicus visades i Avignon, båda 1995. Bland övriga priser han tilldelats kan nämnas Peter Brook Prize 1995. 2012 debuterade han som filmregissör med Undeva la Palilula (Någonstans i Palilula).
1997 gästspelade Teatrul Național din Craiova på Stockholms stadsteater med hans uppsättning av Shakespeares Titus Andronicus som året därpå deltog på Festspillene i Bergen. Första gången någon av hans uppsättningar deltog på den norska festivalen var adaptionen Fedra efter Euripides och Seneca den yngre 1996. 1997 gästregisserade han Shakespeares Ein midtsommarnattsdraum på Det Norske Teatret i Oslo, 2002 satte han upp samme författares Et vintereventyr på Den Nationale Scene i Bergen och året därpå Aischylos Orestien, återigen på Det Norske Teatret.